# VictoriArena
Le VictoriArena (ou Party-Rent Arena) est l'enceinte sportive du club de football du FC Victoria Rosport, évoluant en BGL Ligue.

## Historique
Inauguré en 1965, le stade est à ses débuts nommé le « Stade du Camping ». Se situant à quelques encablures de la Sûre, une rivière qui marque la frontière avec l'Allemagne, le stade change de nom en 1988 pour devenir le “VictoriArena”.
En 2018, l'enceinte change une nouvelle fois de nom pour devenir la « Party-Rent Arena », devenant le premier club luxembourgeois de l'histoire à utiliser un naming pour son stade de football.